# Poletne olimpijske igre 1906
Poletne olimpijske igre 1906 so bile mednarodno več športno tekmovanje, ki je potekalo v Atenah, Grčija. V svojem času so veljale za olimpijske igre in so bile poimenovane »Druge mednarodne olimpijske igre v Atenah« s strani Mednarodnega olimpijskega komiteja. Medalj, ki so bile v času tekmovanja podeljene športnikom, Mednarodni olimpijski komite danes ne priznava kot olimpijske in niso del razstave olimpijskih medalj v Olimpijskem muzeju v Lausanni, Švica.
Tekmovanje je potekalo med 22. aprilom in 2. majem 1906 na stadionu Panathinaiko, ki je bil že pred tem gostil prve Poletne olimpijske igre 1896 ter Zappasove olimpijske igre v letih 1870 in 1875. Odprl jih je kralj Jurij I. Izključenih je bilo več disciplin iz predhodnih iger, dodana pa sta bila met kopja in peteroboj. Prireditev je bila sorazmerno uspešna. Za razliko od olimpijskih iger v letih 1900, 1904 in 1908, tekmovanja niso potekala v obdobju več mesecev, niti jih ni zasenčil drug športni dogodek. Tekmovanja v podobnem časovnem okviru so prevzele tudi sledeče olimpijske igre. To so bile prve olimpijske igre, za katere so morali nacionalni olimpijski komiteji potrditi vse tekmovalce. Prvič je potekala ločena otvoritvena slovesnost, vključno s parado nastopajočih držav. Prav tako so bili prvič športniki nastanjeni v olimpijski vasi, prvič je potekala zaključna slovesnost, uvedli so tudi dviganje zastav ob podelitvi medalj.

## Sodelujoče države
| - Avstralija - Avstrija - Belgija - Češka - Kanada - Danska - Egipt - Finska - Francija - Nemčija |  | - Velika Britanija - Grčija - Madžarska - Italija - Nizozemska - Norveška - Švedska - Švica - Osmansko cesarstvo - ZDA |

## Športi
| - Atletika - Dvigovanje uteži - Gimnastika - Kolesarstvo - Nogomet - Rokoborba - Sabljanje |  | - Skok v vodo - Strelstvo - Plavanje - Tenis - Veslanje - Vlečenje vrvi |

## Medalje po državah
Teh medalj Mednarodni olimpijski komite ne priznava več kot olimpijske.
| Poz    | Država           | Zlato | Srebro | Bron | Skupaj |
| 1      | Francija         | 15    | 9      | 16   | 40     |
| 2      | ZDA              | 12    | 6      | 6    | 24     |
| 3      | Grčija           | 8     | 14     | 13   | 35     |
| 4      | Velika Britanija | 8     | 11     | 5    | 24     |
| 5      | Italija          | 7     | 6      | 3    | 16     |
| 6      | Švica            | 5     | 6      | 4    | 15     |
| 7      | Nemčija          | 4     | 6      | 5    | 15     |
| 8      | Norveška         | 4     | 2      | 1    | 7      |
| 9      | Avstrija         | 3     | 3      | 3    | 9      |
| 10     | Danska           | 3     | 2      | 1    | 6      |
| 11     | Švedska          | 2     | 5      | 7    | 14     |
| 12     | Madžarska        | 2     | 5      | 3    | 10     |
| 13     | Belgija          | 2     | 1      | 3    | 6      |
| 14     | Finska           | 2     | 1      | 1    | 4      |
| 15     | Kanada           | 1     | 1      | 0    | 2      |
| 16     | Nizozemska       | 0     | 1      | 2    | 3      |
| 17     | združena ekipa   | 0     | 1      | 0    | 1      |
| 18     | Avstralija       | 0     | 0      | 3    | 3      |
| 19     | Češka            | 0     | 0      | 2    | 2      |
|        |                  |       |        |      |        |
| Skupaj | Skupaj           | 78    | 80     | 78   | 236    |